# Шишлін Микола Володимирович
Шишлін Микола Володимирович (рос. Шишлин Николай Владимирович; 1926 - 1994) — російський кіносценарист, журналіст. Лауреат Державної премії України ім. Т. Г. Шевченка (1985).
Народився 16 грудня 1926 р. у м. Самарі (Росія). Закінчив Московський інститут міжнародних відносин (1951).

## Фільмографія
Автор сценаріїв фільмів:
- «Як це треба назвати» (1976),
- «Хто посіє вітер?» (1979),
- «Репортаж з Карибського меридіана» (1981),
- «Ми не здаємося, ми йдемо» (1982, у співавт.),
- «Тривожне небо Іспанії» (1984, у співавт.)